# Skogrand
Skogrand este o localitate din comuna Nes, provincia Akershus, Norvegia, cu o suprafață de 0,34 km² și o populație de 340 locuitori (2013).